# موضع النظر في الصلاة
تعد الصلاة ركنًا من أركان الإسلام وهي أهم ما يعبر عن عبودية المرء لله تعالى، لذلك كل تفصيلة فيها مهمة عند المسلمين. ومن الأمور المتعلقة بها موضع النظر أثناء الصلاة.
يختلف موضع النظر أثناء الصلاة باختلاف الركن الذي يكون فيه المصلي. مع اختلاف بسيط بين المذاهب.
وتختلف الأحكام بخصوص الموضع، فهنالك الاستحباب والكراهة والتحريم.

## الاستحباب:

### موضع النظر أثناء القيام:
يرى المالكية إلى استحباب أن ينظر المصلي قبالة وجهه أثناء القيام. بينما ترى بقية المذاهب أنه يستحب النظر موضع السجود في الصلاة 
ومن أدلتهم على ذلك حديث عائشة رضي الله عنها قالت: "دخل رسول الله صلى الله عليه وسلم الكعبة ما خلف بصره موضع سجوده حتى خرج منها" 
أما من أدلة المالكية على نظر المصلي قبالة وجهه فقوله تعالى في كتابه الكريم: ﴿قَدْ نَرَى تَقَلُّبَ وَجْهِكَ فِي السَّمَاءِ فَلَنُوَلِّيَنَّكَ قِبْلَةً تَرْضَاهَا فَوَلِّ وَجْهَكَ شَطْرَ الْمَسْجِدِ الْحَرَامِ وَحَيْثُ مَا كُنْتُمْ فَوَلُّوا وُجُوهَكُمْ شَطْرَهُ وَإِنَّ الَّذِينَ أُوتُوا الْكِتَابَ لَيَعْلَمُونَ أَنَّهُ الْحَقُّ مِنْ رَبِّهِمْ وَمَا اللَّهُ بِغَافِلٍ عَمَّا يَعْمَلُونَ ۝١٤٤﴾ - سورة البقرة

### موضع النظر أثناء الركوع
ذهب الجمهور إلى أن النظر في الركوع يكون لموضع السجود للأدلة السابقة ولعدم وجود استثناء.
بينما ذهب شريك بن عبد الله النخعي إلى أن النظر في الركوع إلى موضع القدمين.

### موضع النظر أثناء التشهد
ذهب الجمهور إلى أن نظر المصلي أثناء التشهد يكون متجهًا نحو السبابة، وذلك لحديث عبد الله بن الزبير أن النبي صلى الله عليه وسلم " كان إذا قعد في التشهد وضع كفه اليسرى على فخذه اليسرى وأشار بالسبابة لا يجاوز بصره إشارته " 

## الكراهة:
يكره الالتفات في الصلاة، وذلك لحديث عائشة رضي الله عنها سَأَلْتُ رَسولَ اللَّهِ صَلَّى اللهُ عليه وسلَّمَ عَنِ الِالْتِفَاتِ في الصَّلَاةِ؟ فَقالَ: ((هو اخْتِلَاسٌ يَخْتَلِسُهُ الشَّيْطَانُ مِن صَلَاةِ العَبْدِ)).
لكن الالتفات الموصل لاستدبار القبلة يبطل الصلاة. أما الالتفات لحاجة فجائز.

## التحريم:
يحرم على المصلي رفع بصره إلى السماء. وذلك لقول النبي صلى الله عليه وسلم: ((ما بَالُ أَقْوَامٍ يَرْفَعُونَ أَبْصَارَهُمْ إلى السَّمَاءِ في صَلَاتِهِمْ، فَاشْتَدَّ قَوْلُهُ في ذلكَ، حتَّى قالَ: لَيَنْتَهُنَّ عن ذلكَ أَوْ لَتُخْطَفَنَّ أَبْصَارُهُمْ)) 